# Nuancier
Pour les articles homonymes, voir Nuance.

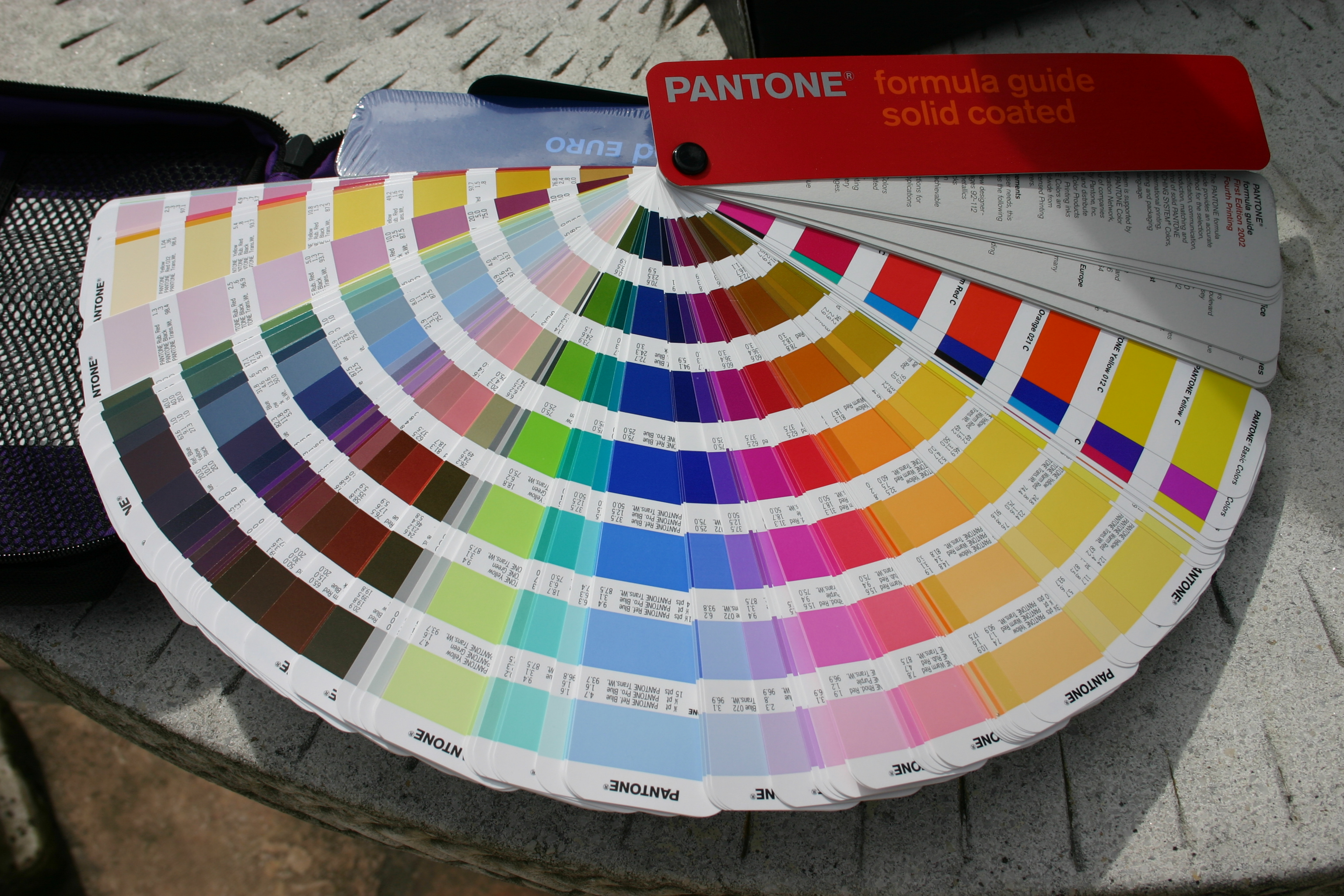

Un nuancier est un catalogue définissant visuellement un ensemble plus ou moins étendu de couleurs dont chacune est reproduite sur un support (papier, métal) accompagnée d'un identifiant (unique).

## Principaux nuanciers génériques
- Système de couleurs HKS (HKS), nuancier allemand ;
- Reichsausschuß für Lieferbedingungen (RAL), nuancier allemand ;
- Pantone Matching System (PMS) ou simplement « Pantone », nuancier américain créé par l'entreprise éponyme ;
- Natural Color System (NCS), nuancier suédois ;
- Nuancier de Munsell, populaire en Amérique du Nord ;
- British Standards (BS) dont BS4800, BS5252, BS2660, BS381C.

## Nuanciers spécifiques

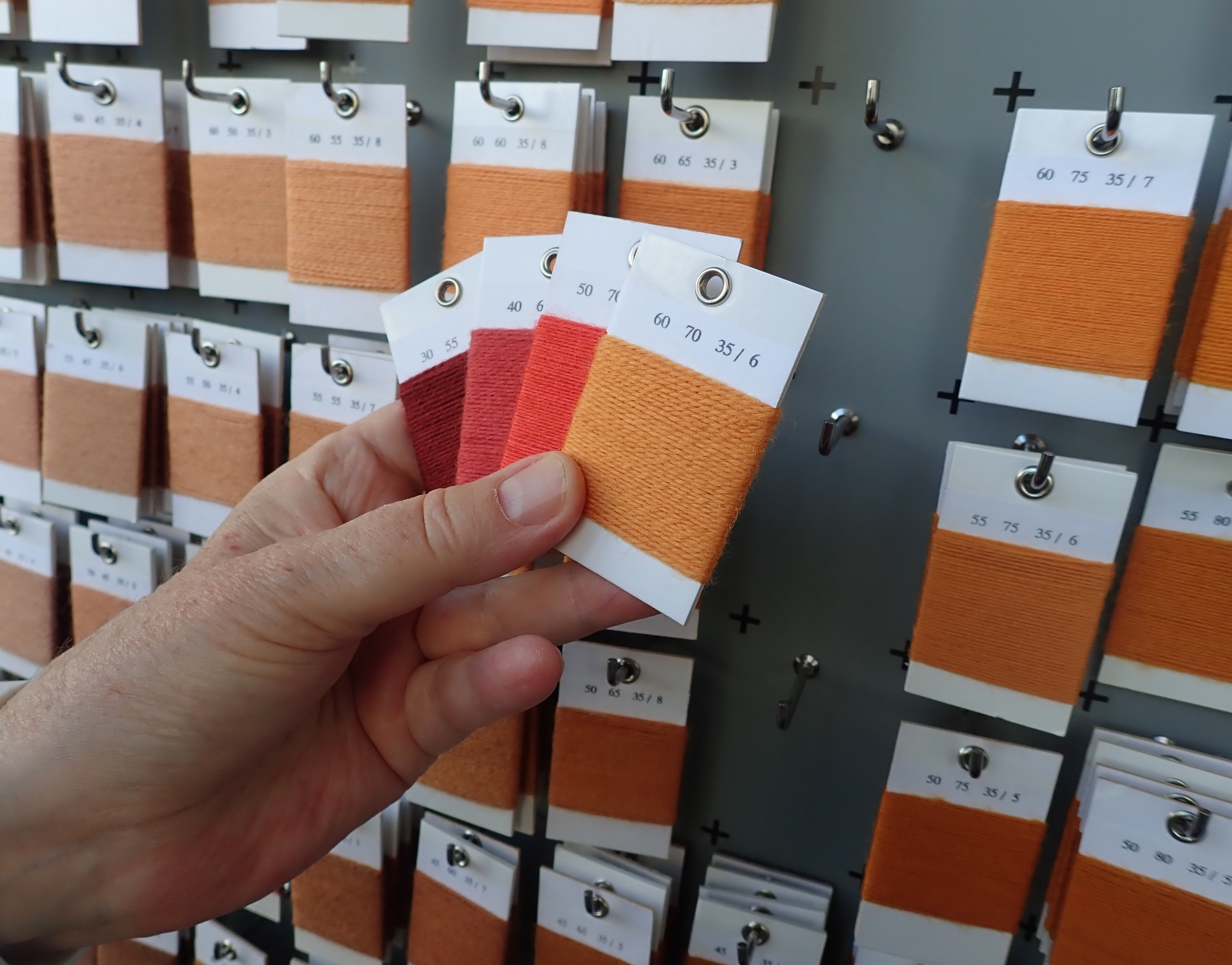
Échantillonnage au Nuancier des Manufactures nationales des Gobelins, et de Beauvais

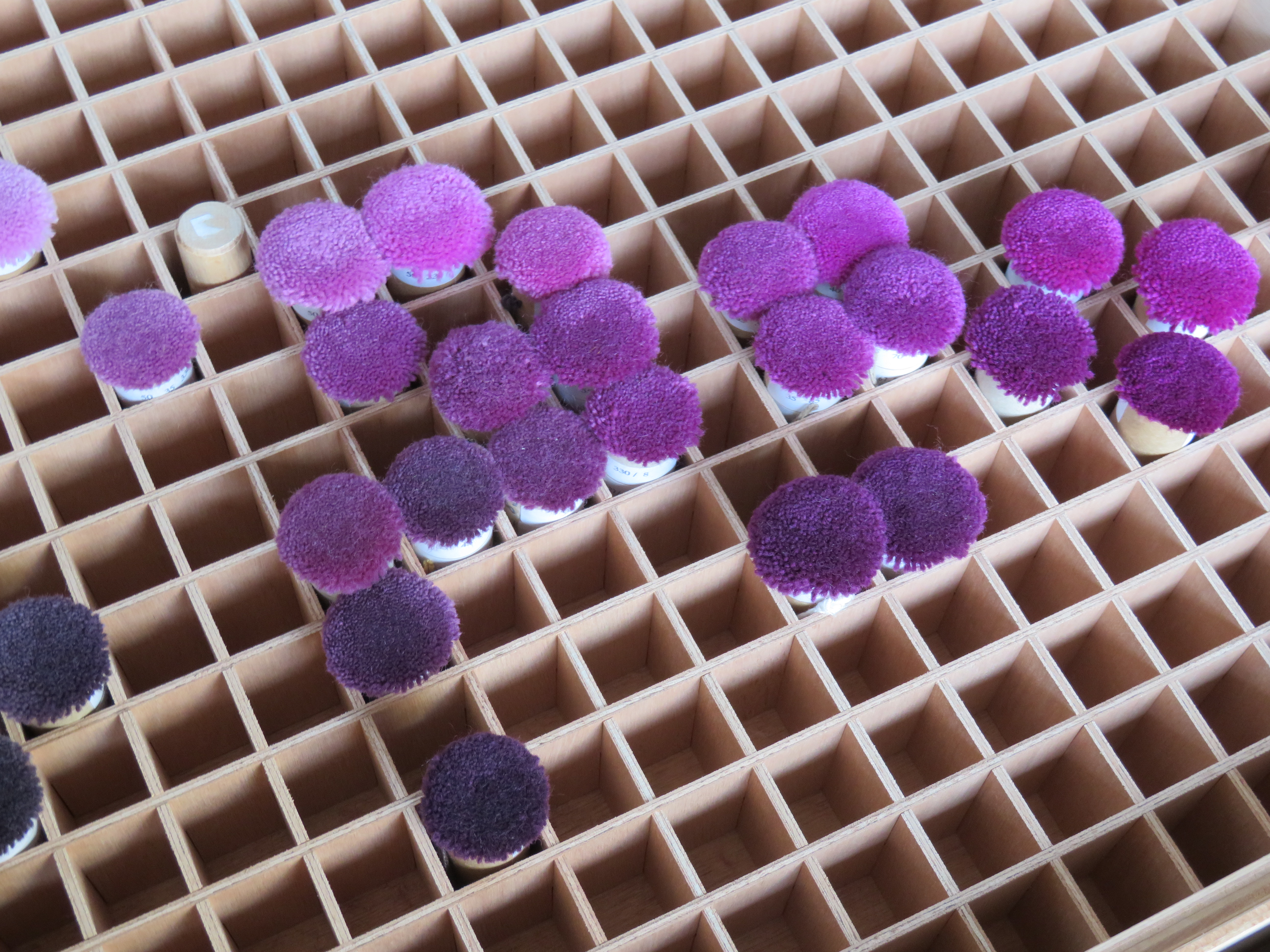
Nuancier en pompons pour choisir les laines des tapis-velours de la manufacture de la Savonnerie

Suivant les domaines d'activités, il existe des nuanciers spécifiques comme :
- Le nuancier des manufactures nationales (N.I.Mes), aux Gobelins, à Paris, chargé de référencer les teintes utilisées par les manufactures des Gobelins, de Beauvais et de la Savonnerie.
- Yvert et Tellier (Philatélie, nuancier ayant des timbres pour références)
- Rock-Color Chart de la Geological Society of America (GSA) référence 115 couleurs l'identification des roches (Amérique du Nord).
- Le nuancier de Dollfus-Mieg et Compagnie (DMC), utilisé dans les loisirs créatifs tels que la broderie[1].

Certaines entreprises définissent leur propre nuancier de couleurs, en fonction de leur catalogue d'offres et de produits. C'est par exemple le cas dans le domaine de l'automobile (ex : Citroën et son nuancier "AC" pour André Citroën).